# Sofja Akimowa-Jerszowa
Sofja Władimirowna Akimowa-Jerszowa (ros. Софья Владимировна Акимова-Ершова; ur. 1887, zm. 1972) – radziecka śpiewaczka (sopran), pedagog, Zasłużony Artysta Uzbeckiej SRR (1944). 
Panieńskie nazwisko Chiekimian. W 1909 ukończyła konserwatorium w Lipsku (klasa fonografu), po czym w latach 1909-13 pobierała lekcje śpiewu u Marii Sławiny w Petersburgu. W latach 1913-29 była solistką Teatru Maryjskiego - GATOB w Leningradzie. Występowała na koncertach. W latach 1919-25 i 1929-52 uczyła w konserwatorium Piotrogrodzko-Leningradzkim, od 1934 profesor. Od 1953 uczyła w szkole muzycznej przy konserwatorium leningradzkim. Autorka książki „Wospominanija piewicy” (Wspomnienia śpiewaczki, 1978). Żona śpiewaka Iwana Jerszowa .